# Paulina Winiarska
Paulina Winiarska (ur. 1830 w Skępsku, zm. 5 listopada 1938 w Toruniu) – uczestniczka powstania styczniowego.

## Życiorys
W 1849 Paulina wyszła za mąż za Mateusza Winiarskiego, nauczyciela z Elgiszewa. Nauczała dzieci robót ręcznych. Małżeństwo mieszkało w budynku szkoły. Pracując z dziećmi i młodzieżą, Winiarscy propagowali wartości patriotyczne. Po wybuchu powstania styczniowego oboje czynnie włączyli się w pomoc walczącym. Wspierali ochotników z Pomorza, którzy przechodzili na teren Królestwa Polskiego w celu wsparcia powstania. Ukrywali w domu powstańców i rannych (m.in. po bitwie pod Chorczewcem), w tym dowódcę jednej z grup partyzanckich (Średnickiego), udostępniali zabudowania na szkolenia z użycia broni. Paulina opiekowała się rannymi powstańcami.
Paulina Winiarska urodziła dziesięcioro dzieci, z których przeżyło pięcioro: Zygmunt, Pelagia, Antoni, Metody i Przemysław.
Winiarska była ostatnią weteranką powstania styczniowego żyjącą na Pomorzu. Jej pogrzeb odbył się 8 listopada 1938 w kościele św. Jakuba w Toruniu i przybrał formę manifestacji patriotycznej. Brała w nim udział społeczność miasta i przedstawiciele kilku kół Związku Weteranów Powstań Narodowych i lokalnych organizacji społecznych. Winiarska została pochowana na cmentarzu parafialnym św. Jakuba na Jakubskim Przedmieściu.
W 2013 prawnuczka Pauliny Winiarskiej, Sylwia Dullin, ofiarowała Muzeum Niepodległości pamiątki po przodkini, m.in. pierścień patriotyczny oraz album z 20 zdjęciami z uroczystości pogrzebowych Pauliny Winiarskiej.